# فرودگاه بثرست آیلند
فرودگاه بترست آیلند (به انگلیسی: Bathurst Island Airport) یک فرودگاه همگانی با کد یاتا BRT است که یک باند فرود آسفالت دارد و طول باند آن ۱۴۷۰ متر است. این فرودگاه در کشور کانادا قرار دارد و در ارتفاع ۲۰ متری از سطح دریا واقع شده‌است.